# Antonio Ambrosanio
Antonio Ambrosanio (Napoli, 18 agosto 1928 – Spoleto, 7 febbraio 1995) è stato un arcivescovo cattolico italiano.

## Biografia
Dopo gli studi nel seminario arcivescovile di Napoli venne ordinato sacerdote il 19 marzo 1951.
Ricoprì diversi incarichi nell'arcidiocesi napoletana, ma soprattutto fu docente di Teologia presso la Pontificia facoltà teologica dell'Italia meridionale.
Il 27 agosto 1977 fu nominato vescovo ausiliare di Napoli, titolare di Musti. Fu consacrato vescovo il 9 ottobre 1977 dal cardinale Corrado Ursi, co-consacranti gli arcivescovi Gaetano Pollio ed Antonio Zama).
Il 4 gennaio 1988 fu nominato arcivescovo di Spoleto-Norcia.
Fu presidente della Conferenza Episcopale Umbra, membro del Consiglio permanente della CEI, presidente del Comitato CEI per gli Istituti di Scienze Religiose e presidente della Commissione Episcopale Italiana per l'Educazione cattolica e per la Dottrina della fede e della catechesi.
Il 7 febbraio 1995 morì a Spoleto a seguito di un male incurabile. Il 7 febbraio 2001 i suoi resti mortali sono stati traslati nella Cappella degli arcivescovi della cattedrale di Spoleto voluta dallo stesso arcivescovo Ambrosanio. Nella stessa cappella riposano anche gli arcivescovi: Elvezio Mariano Pagliari, Pietro Pacifico e Pietro Tagliapietra.

## Genealogia episcopale
La genealogia episcopale è:
- Cardinale Scipione Rebiba
- Cardinale Giulio Antonio Santori
- Cardinale Girolamo Bernerio, O.P.
- Arcivescovo Galeazzo Sanvitale
- Cardinale Ludovico Ludovisi
- Cardinale Luigi Caetani
- Cardinale Ulderico Carpegna
- Cardinale Paluzzo Paluzzi Altieri degli Albertoni
- Papa Benedetto XIII
- Papa Benedetto XIV
- Papa Clemente XIII
- Cardinale Marcantonio Colonna
- Cardinale Giacinto Sigismondo Gerdil, B.
- Cardinale Giulio Maria della Somaglia
- Cardinale Carlo Odescalchi, S.I.
- Cardinale Costantino Patrizi Naro
- Cardinale Lucido Maria Parocchi
- Papa Pio X
- Papa Benedetto XV
- Papa Pio XII
- Cardinale Carlo Confalonieri
- Cardinale Corrado Ursi
- Arcivescovo Antonio Ambrosanio